# Christuskerk (Mainz)
De Christuskerk is een evangelisch-lutherse kerk in de Duitse stad Mainz.

## Geschiedenis
Tegen het einde van het keurvorstendom Mainz in 1803 drukte de Rooms-Katholieke Kerk een zwaar stempel op de stad Mainz en telde de stad slechts enkele honderden protestanten. Protestanten werden voor die tijd getolereerd, een lot dat zij met de joden deelden. De komst van de troepen van Napoleon Bonaparte luidde het einde van het keurvorstendom Mainz in en betekende voor de protestantse gemeenschap de invoering van godsdienstvrijheid en verkrijging van volledige burgerrechten. De protestantse gemeenschap groeide sterk en rond het jaar 1900 behoorde reeds een derde deel van de Mainzer bevolking tot de Evangelische kerk van Duitsland.
De sterke groei van de protestantse gemeenschap noopte ook tot de bouw van grotere kerken. De evangelische kerkeraad schreef daarom voor de te bouwen Christuskerk een wedstrijd uit voor het beste ontwerp. Het ontwerp van de Mainzer stadsarchitect Eduard Kreyßig werd uitgekozen. De bouw begon in 1896 en de kerk kon worden gewijd op 2 juli 1903. Met de aanleg van de Kaiserstraße ontstond een boulevard met de Christuskerk als centraal bouwwerk en teken van het nieuwe protestantse zelfbewustzijn. Met haar machtige koepel overtrof de kerk alle omringende bebouwing in hoogte en bood het gebouw zo tegenwicht aan de rooms-katholieke dom van Mainz. De architectuur van de kerk doet herinneren aan Italiaanse kerkenbouw van de laat-renaissance.
Na de verwoesting van de kerk in de Tweede Wereldoorlog werd de Christuskerk van 1952 tot 1954 weer volledig herbouwd en op 31 oktober 1954 opnieuw ingewijd.
De kerk staat niet alleen ten dienste van de eredienst; er worden ook regelmatig concerten gegeven.

## Bouwtekeningen

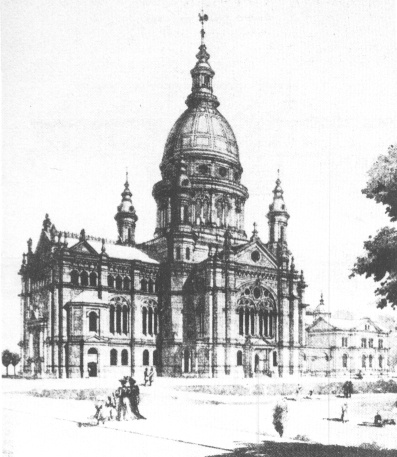
De kerk vanuit het zuidwesten
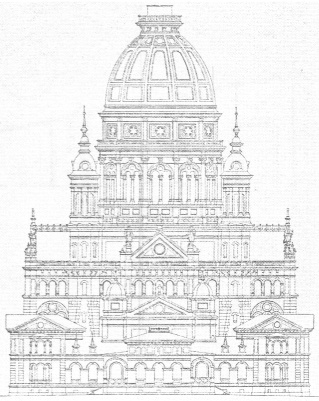
De kerk vanaf de oever van de Rijn
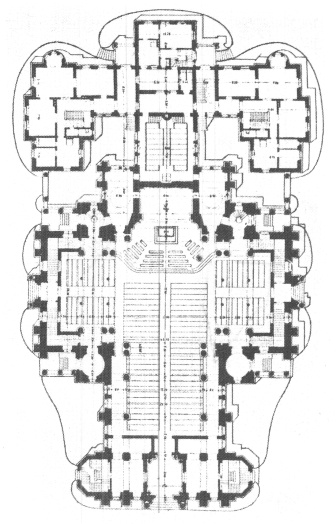
Plattegrond begane grond
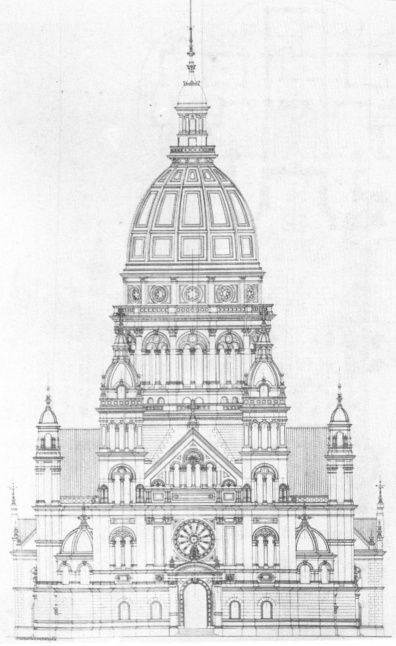
Voorzijde kerk